# Neurachneae
Neurachneae é uma tribo da subfamília Panicoideae.

## Gêneros
Neurachne, Paraneurachne, Thyridolepis